# Héctor Brambila
Héctor Brambila Quintero (* 8. Juli 1950 in Guadalajara, Jalisco) ist ein ehemaliger mexikanischer Fußballspieler auf der Position des Torwarts.

## Laufbahn
Brambila begann seine Profikarriere in der Saison 1969/70 bei seinem „Heimatverein“ Atlas Guadalajara, bei dem er bis 1977 unter Vertrag stand und von der Zeitung El Informador als bester Torhüter in dessen Vereinsgeschichte ausgezeichnet wurde.
Während seiner Zeit bei Atlas gelang ihm auch der Sprung in die Nationalmannschaft, für die er zwischen 1971 und 1973 insgesamt fünfmal zum Einsatz kam. Sein Debüt für „El Tri“ absolvierte er in einem am 18. August 1971 im Estadio Jalisco seiner Heimatstadt ausgetragenen Testspiel gegen die Fußballnationalmannschaft der DDR. Das Spiel endete 0:1 durch ein Tor von Jürgen Sparwasser. Nachdem er noch einmal in einem am 6. Februar 1973 im Aztekenstadion von Mexiko-Stadt ausgetragenen Testspiel gegen Argentinien (2:0) zum Einsatz gekommen war, bestritt Brambila im Dezember 1973 drei WM-Qualifikationsspiele bei der in Haiti veranstalteten CONCACAF-Endrunde. Doch nach dem 0:4-Debakel gegen Trinidad und Tobago am 14. Dezember 1973 war nicht nur Mexikos WM-Aus besiegelt, sondern auch Brambilas Nationalmannschaftskarriere beendet. Im letzten, aber schon bedeutungslos gewordenen, Qualifikationsspiel gegen Haiti (1:0) stand bereits wieder der langjährige Nationaltorhüter Ignacio Calderón vom Stadtrivalen Chivas im Tor.
1977 wechselte Brambila zum Club León, bei dem er bis 1984 blieb. Anschließend kehrte er in seine Heimatstadt zurück, wo er seine aktive Laufbahn in Reihen der Leones Negros ausklingen ließ.